# Sara Gallardo
Sara Gallardo, eigentlich Sara Gallardo Drago Mitre (* 1931 in Buenos Aires; † 14. Juni 1988 ebenda) war eine argentinische Schriftstellerin und gilt als wichtige Vertreterin des magischen Realismus.

## Leben
Gallardo stammte aus einer wohlhabenden, alteingesessenen Familie Argentiniens; sie war die Tochter der Historikers Guillermo Gallardo und Enkelin des Politikers Ángel Gallardo. Sie selbst sah sich eher am Rande der Bourgeoisie und wurde dadurch auch zu einer sehr kritischen Beobachterin derselben.
In erster Ehe war Gallardo mit dem Schriftsteller Luis Pico Estrada verheiratet. Ihren zweiten Ehemann, den Schriftsteller Héctor Murena überlebte sie um 13 Jahre.

## Rezeption
Ihr Debüt als Schriftstellerin hatte Gallardo 1958 mit ihrem Roman Enero. Insgesamt veröffentlichte sie fünf Romane, welche z. T. beim Publikum wie auch bei der offiziellen Kritik zu kontroversen Diskussionen führten.
Neben diesen Romanen verfasste Gallardo regelmäßige Kolumnen in Zeitschriften (Panorama, Primera Plana u. a.) und Zeitungen (La Nación u. a.).
| „Escribir es un oficio absurdo y heroico“ – Sara Gallardo | „Schreiben ist eine absurde und heroische Tätigkeit“ – Sara Gallardo |

## Werke (Auswahl)
Kinder- und Jugendbücher
- Los dos amigos. Editorial Estrada, Buenos Aires 1974 (illustriert von Alicia Charré).
- Teo y la T.V. Editorial Estrada, Buenos Aires 1974 (illustriert von Ricardo A. Ducasse).
- Las siete puertas. Editorial Estrada, Buenos Aires 1975 (illustriert von Beatriz Bolster).
- ¡Adelante la isla! Editorial Abril, Buenos Aires 1982 (illustriert von María Cristina Brusca).

Romane
- Enero. Editorial Sudamericana, Buenos Aires 1968. (Dt. Übersetzung unter dem Titel Die Hochzeit der anderen, aus dem Spanischen von Herbert Koch, mit Illustrationen von Werner Klemke, Verlag Volk und Welt, Berlin 1962.)
- Los galgos, los galgos. Novela. Editorial Sudamericana, Buenos Aires 1968.
- Pantalones azules. Editorial Sudamericana, Buenos Aires 1965.
- Eisejuaz. Editorial Sudamericana, Buenos Aires 1971. (Dt. Übersetzung gleichen Titels, aus dem argentinischen Spanisch und mit einem Nachwort von Peter Kultzen, Wagenbach, Berlin 2017, ISBN 978-3-8031-3285-7)
- La rosa en el viento. Neuaufl. Editorial Pomaine, Barcelona 1979.